# ガッリカーノ
ガッリカーノ（伊: Gallicano）は、イタリア共和国トスカーナ州ルッカ県にある、人口約3,600人の基礎自治体（コムーネ）。

## 地理

### 位置・広がり
ルッカ県中部に位置する。

#### 隣接コムーネ
隣接するコムーネは以下の通り。
- バルガ
- ボルゴ・ア・モッツァーノ
- カステルヌオーヴォ・ディ・ガルファニャーナ
- コレリア・アンテルミネッリ
- ファッブリケ・ディ・ヴェルジェーモリ
- フォシャンドラ
- モラッツァーナ

### 気候分類・地震分類
ガッリカーノにおけるイタリアの気候分類 (it) および度日は、zona E, 2183 GGである。
また、イタリアの地震リスク階級 (it) では、zona 2 (sismicità media) に分類される。

## 行政

### 分離集落
ガッリカーノには以下の分離集落（フラツィオーネ）がある。
- Bolognana, Campia, Campo, Cardoso, Chieva, Colle Aginaia, Fiattone, La Barca, Perpoli, Ponte di Campia, Trassilico, Turritecava, Verni